# Ignacio Matte Blanco
Ignacio Matte Blanco (* 3. Oktober 1908 in Santiago de Chile; † 11. Januar 1995 in Rom) war ein chilenisch-italienischer Psychiater und Psychoanalytiker. Er wurde für die Einführung origineller Konzepte in die psychoanalytische Theorie bekannt und gilt als Gründer der ersten psychoanalytischen Institutionen in Chile. Seine Werke haben auch Literatur und Philosophie beeinflusst.

## Biografie
Blanco war der Sohn von Enrique Matte Eyzaguirre und Trinidad Blanco Correa. Er hatte drei Brüder.
Blanco studierte an der Universidad de Chile Medizin und erlangte 1930 seinen Abschluss. Blanco war zunächst Assistent am Lehrstuhl für Biochemie derselben Universität, dann von 1933 an ordentlicher Professor für Physiologie an der Päpstlichen Katholischen Universität von Chile (Pontificia Universidad Católica de Chile, PUC). Er begann die Psychoanalyse bei Fernando Allende Navarro, dem ersten qualifizierten Psychoanalytiker Lateinamerikas. Dort erhielt er seine Ausbildung und Lehranalyse. Nachdem er 1933 nach London gezogen war, absolvierte er eine Ausbildung in Psychiatrie, genauer spezialisierte er sich im Bereich Neuropsychiatrie und praktizierte am Maudsley Hospital im Süden Londons. Blanco vertiefte seine psychoanalytischen Kenntnisse über die Angebote der British Psychoanalytical Society, wo er u. a. von Anna Freud und James Strachey betreut wurde. Im Jahr 1938 wurde er Mitglied der British Society. Anschließend arbeitete er, ab dem Jahr 1940, in den Vereinigten Staaten, wo er am Johns Hopkins Hospital praktizierte. Von 1941 bis 1943 arbeitete er an verschiedenen nordamerikanischen Universitäten und psychiatrischen Einrichtungen, so Baltimore, Durham, New York. 1943 kehrte er nach Chile zurück, wo er sich an der Gründung des „Centro de Estudios Psicoanalíticos“ beteiligte und im Jahre 1949 Mitbegründer der Asociación Psicoanalítica Chilena war. Ab 1948 lehrte er als Professor an der Universität von Chile mit einem Lehrstuhl für Psychiatrie und führte viele Untersuchungen und Forschungen innerhalb seiner Klinik durch, unter anderem Untersuchungen zur Epidemiologie, Fragen bezüglich Entspannungstherapien, Narkohypnose und Gestalttherapie.
Im Jahr 1966 verlegte er seinen Lebensmittelpunkt nach Italien und zog später in die Hauptstadt Rom. Blanco lehrte als  Professor an der Università Cattolica del Sacro Cuore.
Die Originalität seiner Studien besteht in der Überarbeitung einiger Freudscher Konzepte durch die Definition der Prinzipien, die das Unbewusste regulieren.
Blanco war zweimal verheiratet, zunächst mit Andrea Baker (1907–2005), dann mit Luciana Bon Guzmán (1931–2012). Er hatte aus erster Ehe eine Tochter.
Im Jahr 1990 erhielt er die Ehrendoktorwürde in Fremdsprachen und Literatur von der Universität Pisa verliehen.

## Publikationen (Auswahl)
- Lo psíquico y la naturaleza humana: Hacia un planteamiento experimental. Ediciones de la Universidad de Chile, Santiago de Chile, 1954.
- Estudios de psicología dinámica. Ediciones de la Universidad de Chile, 1955.
- The Unconscious as Infinite sets. Duckworth, London 1975.
- Thinking, Feeling and Being. Routledge, London 1988, ISBN 978-0-415-00678-1
- The unconscius and infinite sets, an essay in Bi-logic.  Dukworth, London 1975